# Illyrische Provincies

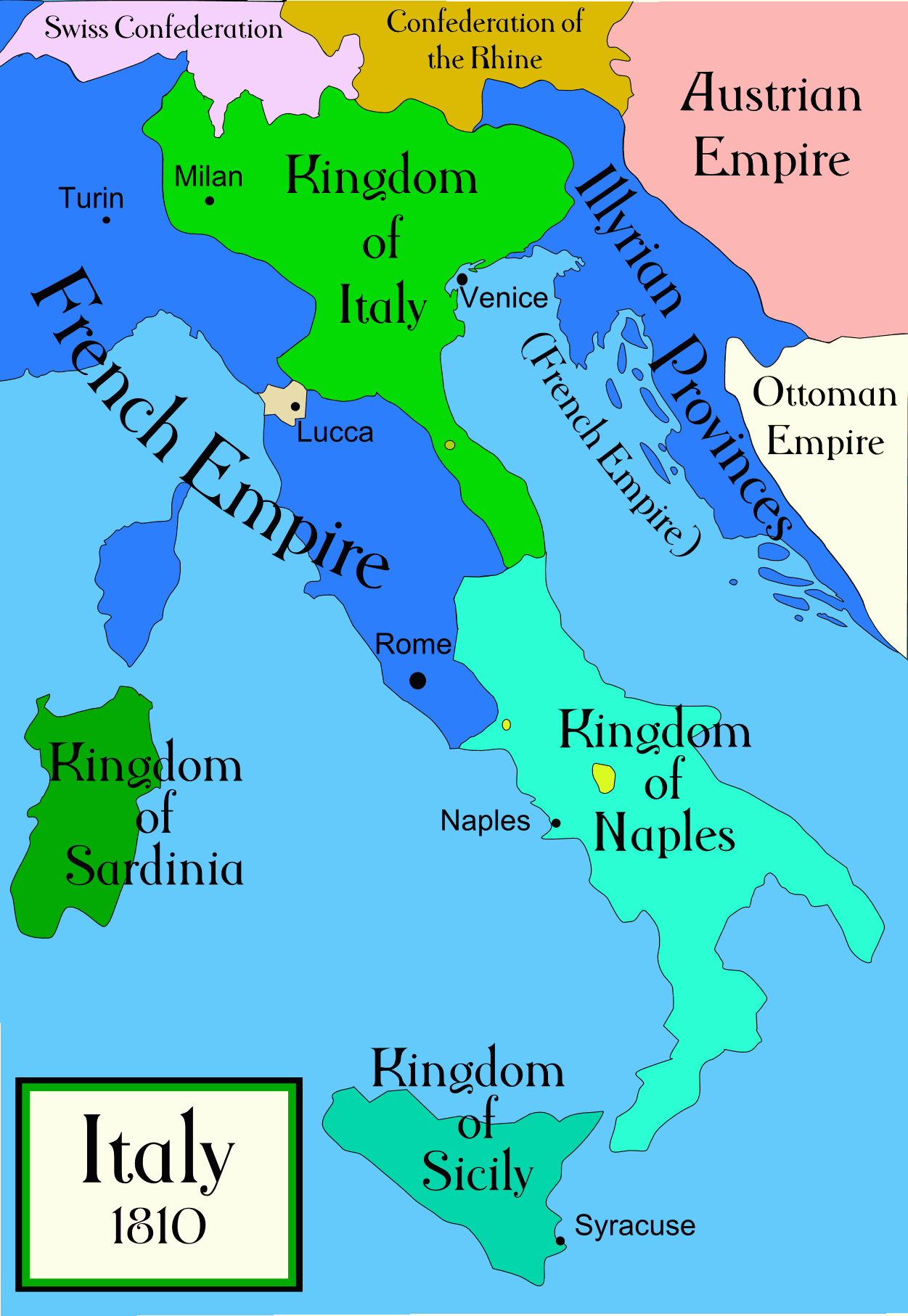
De Franse provincies in Italië en Illyrië (1810)

De Illyrische Provincies (Frans: Provinces Illyriennes) waren een gebied dat direct deel uitmaakte van het Eerste Franse Keizerrijk van Napoleon. De Illyrische Provincies waren gelegen aan de noordoostkust van de Adriatische Zee, in wat nu Kroatië en Slovenië is. De naam 'Illyrisch' komt van een groep volkeren die in de oudheid in de westelijke Balkan leefden, de Illyriërs. Nadat deze volkeren door de Romeinen verslagen waren, werd hun gebied de Romeinse provincie Illyricum. Ten tijde van de napoleontische oorlogen bestonden de Illyrische volkeren echter niet meer, en werd het gebied bevolkt door Italianen, Kroaten en Slovenen.
De provincie werd in 1809 gevormd uit de gebieden Krain, een deel van Istrië van het voormalige Heilige Roomse Rijk en Opper-Karinthië, die Oostenrijk moest afstaan, alsook Kroatië  en de militaire grenzen van de Hongaarse gebieden en Dalmatië en Ragusa (Dubrovnik) en een deel van Venetiaans-Istriëgebied die in 1797 verworven  werden.
Na de napoleontische nederlagen van 1813 kwam het gebied terug aan het keizerrijk Oostenrijk dat er de kroonlanden koninkrijk Illyrië en koninkrijk Dalmatië uit vormde.

## Indeling
Van 1809 tot 1811 was er de aanzet tot een indeling in 11 departementen. 
In 1811 kwam er een indeling in intendantschappen die gebaseerd was op de oude indeling onder de Habsburgers:
| Franse naam       | Nederlandse naam             | hoofdstad          |
| ----------------- | ---------------------------- | ------------------ |
| Carinthie         | Karinthië                    | Villach            |
| Carniole          | Krain                        | Ljubljana          |
| Croatie civile    | Kroatië                      | Karlovac           |
| Croatie militaire | Kroatische militaire grenzen | Senj               |
| Dalmatie          | Dalmatië                     | Zadar (Zara)       |
| Istrie            | Istrië                       | Triëst (Trieste)   |
| Raguse            | Ragusa                       | Ragusa (Dubrovnik) |